# Carrières-sur-Seine
Carrières-sur-Seine là một xã thuộc département Yvelines, trong vùng Île-de-France, tọa lạc khoảng 7 km về phía đông của Saint-Germain-en-Laye.
Các xã giáp ranh: Houilles về phía bắc, Bezons về phía đông, Nanterre về phía đông nam, Chatou về phía tây nam, Montesson về phía tây và Sartrouville về phía bắc tây bắc.

## Hành chính
| Date d'élection                                            | Identité             |             |
| ---------------------------------------------------------- | -------------------- | ----------- |
| Les données antérieures à 2001 ne sont pas encore connues. |                      |             |
| Tháng 3 2001                                               | Françoise BRONDANI   | UMP         |
| Tháng 3 2008                                               | Arnaud de Bourrousse | Div. droite |

## Biến động dân số
| 1793  | 1800 | 1806 | 1821 | 1831  | 1836  | 1841  | 1846  | 1851  |
| ----- | ---- | ---- | ---- | ----- | ----- | ----- | ----- | ----- |
| 1 186 | 903  | 914  | 946  | 1 052 | 1 053 | 1 057 | 1 059 | 1 112 |

| 1856  | 1861  | 1866  | 1872  | 1876  | 1881  | 1886  | 1891  | 1896  |
| ----- | ----- | ----- | ----- | ----- | ----- | ----- | ----- | ----- |
| 1 157 | 1 219 | 1 281 | 1 193 | 1 193 | 1 366 | 1 364 | 1 371 | 1 469 |

| 1901  | 1906  | 1911  | 1921  | 1926  | 1931  | 1936  | 1946  | 1954  |
| ----- | ----- | ----- | ----- | ----- | ----- | ----- | ----- | ----- |
| 1 661 | 2 015 | 2 267 | 2 756 | 4 052 | 5 466 | 5 319 | 5 098 | 6 034 |

| 1962                                         | 1968   | 1975   | 1982   | 1990   | 1999   | - | - | - |
| -------------------------------------------- | ------ | ------ | ------ | ------ | ------ | - | - | - |
| 7 458                                        | 11 713 | 11 733 | 11 399 | 11 469 | 12 050 | - | - | - |
| Số liệu kể từ 1962 : dân số không tính trùng |        |        |        |        |        |   |   |   |